# Tomorrow Never Knows
«Tomorrow Never Knows» -español: «El mañana nunca sabe» es una canción de la banda británica The Beatles, incluida en su álbum Revolver de 1966. Fue escrita por John Lennon y acreditada Lennon-McCartney. En esta canción se utilizó por primera vez en una grabación de The Beatles el altavoz Leslie para obtener efectos como el vibrato a partir de la voz (lo habitual era utilizar el órgano Hammond). Para la grabación de la canción se inventó el sistema ADT que permite duplicar el sonido de la voz, siendo a la vez, la primera canción de muchas en utilizarlo a lo largo del siglo XX.
La canción es considerada una de las pioneras de la música electronica.
Su innovadora técnica de grabación contribuyó a que Revolver se convirtiera en uno de los álbumes más influyentes y expresivos de la banda. El crítico musical Richie Unterberger de Allmusic dijo que era "el tema más experimental y psicodélico de Revolver, tanto en la estructura como en la producción".

## Inspiración
John Lennon compuso la canción en enero de 1966, a partir de la adaptación del libro The Psychedelic Experience de Timothy Leary, Richard Alpert y Ralph Metzner, el cual, a su vez, está basado en el Libro Tibetano de los Muertos. El libro compara la "muerte del ego", bajo la influencia del LSD y de otras drogas psicodélicas, con el proceso de muerte física.
Peter Brown afirmó que la única fuente de inspiración para Lennon durante la composición de la canción fue el Libro Tibetano de los Muertos, que solía leer mientras consumía LSD. George Harrison posteriormente declaró que la idea de la letra provenía del libro de Leary, Alpert y Metzner. McCartney confirmó las palabras de Harrison, declarando que, tanto él como Lennon, habían visitado la librería de la Galería Índica en busca de un libro sobre Friedrich Nietzsche y que Lennon había encontrado una copia de The Psychedelic Experience, en el cual se podía leer: "cuando tengas dudas, relájate, apaga tu mente, y déjate ir río abajo". Lennon compró el libro, fue a casa, tomó LSD, y siguió las instrucciones exactamente como estaban recogidas en el libro.

## Título
El título de la canción no aparece en la letra de la misma, se cree que el nombre fue tomado de un malapropismo utilizado por Ringo Starr. Lennon tomó la decisión porque se avergonzaba del sentido espiritual de la letra de la canción y decidió darle un título menos ampuloso. La canción se tituló originalmente "Mark I". Se cita también "The Void" como otro de los posibles títulos, aunque según Mark Lewisohn (y Bob Spitz) esto no es cierto, a pesar de que los libros, The Love You Make: An Insider's Story of the Beatles y The Beatles A to Z citen ambos "The Void" como el título original.
Cuando The Beatles regresaron a Londres después de su primera visita a Estados Unidos a comienzos de 1964, fueron entrevistados por la BBC Television. La entrevista incluía lo siguiente:
- Entrevistador: "Ahora, Ringo, he oído que fueron maltratados en la Embajada. ¿Es correcto?"
- Ringo: "No realmente. Solamente, alguien cortó un poco de mi pelo, como puedes ver."
- Entrevistador: "Echemos un vistazo. Parece que tienes mucho a la izquierda."
- Ringo: (Mueve la cabeza) "¿Puedes ver la diferencia? Es más largo, de este lado".
- Entrevistador: "¿Qué ocurrió exactamente?"
- Ringo: "No lo sé. Solamente hablaba, teniendo una entrevista (con voz exagerada). Justamente como estoy ¡ahora!"
- (John y Paul comienzan a levantar mechones de su pelo, pretendiendo cortarlo)
- Ringo: "Estaba hablando a distancia y miré alrededor, y hubo cerca de 400 personas que sonreían. Así que, usted sabe - ¿qué puedes decir?"
- John: "¿Qué puedes decir?"
- Ringo: "El mañana nunca sabe" (en inglés: "Tomorrow Never Knows").

(John ríe)

## Grabación

Sección mostrando el interior de una cabina Leslie speaker.

La primera vez que Lennon tocó la canción fue en la casa de Brian Epstein, en el 24 de Chapel Street, ante el mismo Epstein, George Martin y el resto de The Beatles. McCartney recuerda que aunque la canción tenía un único acorde en Do, Martin lo aceptó y dijo que era "bastante interesante". La estructura armónica de la canción deriva de la música tradicional de la India.
Geoff Emerick, que contaba con tan solo 19 años, fue contratado para sustituir a Norman Smith como ingeniero de la primera sesión de grabación de Revolver que tuvo lugar el 6 de abril de 1966 a las 8:00 de la mañana en el Estudio Tres de Abbey Road.[cita requerida]
Lennon dijo al productor George Martin que quería sonar como cien monjes tibetanos cantando, cuando Martin le explicó la dificultad de obtener un efecto de ese calibre con el equipo que poseía, Lennon propuso la posibilidad de cantar suspendido por una cuerda. La idea fue rechazada por Martin, pero cuando Lennon le preguntó acerca de la misma Martin contestó: "estamos trabajando en ella". Emerick finalmente tuvo la idea de utilizar la cabina de Leslie speaker con la cual era posible obtener el mismo efecto sin tener que recurrir a la cuerda. El efecto se consiguió haciendo pasar la voz de Lennon a través de la cabina, parando el circuito electrónico de la misma y volviendo a regrabar la voz cuando esta era emitida por la cabina. Así se obtenía un efecto de vibrato, que hasta el momento solo se conseguía con el órgano Hammond.
Como a Lennon no le gustaba hacer una segunda toma de las canciones para doblar el sonido de su propia voz, Ken Townsend, el técnico del estudio, creó el primer sistema ADT tomando la señal de la voz y retrasándola ligeramente para crear dos sonidos, mediante unos segundos de grabación en cinta magnetofónica. Al modificar la velocidad y la frecuencia del sonido, se podían crear otra serie de efectos que The Beatles utilizaron a lo largo de la grabación del resto del álbum. Se nota en la canción que la voz de Lennon está doblada en los tres primeros versos de la canción, debido a ligeras diferencias a la hora de cantar, pero el efecto completo se puede escuchar a partir del solo de guitarra.
La canción fue una de los primeros temas de rock psicodélico, incluyendo elementos originales como el backmasking, guitarras tocadas a la inversa, efectos vocales e instrumentos musicales orientales como el sitar o el tanbur, y la primera en incluir loops. McCartney proporcionó una bolsa de ¼ de pulgada de bucles de cinta de audio que había hecho en su casa después de escuchar Gesang der Jünglinge de Stockhausen. Al deshabilitar la cabeza magnética de una grabadora mientras el bucle de cinta está devanando en una grabación, la cinta se regrababa constantemente, creando un efecto de saturación, una técnica que también es utilizada en la música concreta. La cinta también podía modificarse para que fuera más rápida o más lenta. McCartney alentó a los otros Beatles a utilizar los mismos efectos y crear sus propios bucles.
Las numerosas cintas que McCartney proporcionó fueron reproducidas en cinco máquinas BTR3 de cinta, y controladas por los técnicos de EMI en el estudio dos en Abbey Road el 7 de abril. Los cuatro Beatles controlaron la mesa de controles de cada máquina, mientras que Martin variaba el sonido estéreo. Las cintas fueron hechas (como la mayoría de las otras cintas) por superposición y aceleración (0:07) Martin explicó que la mezcla final de los bucles de cinta nunca podría ser repetida debido a la forma compleja y aleatoria en la que fue establecida la música.
Los bucles de cinta contenían lo siguiente:
- El efecto de una "gaviota" o "indio americano" (que fue hecho por McCartney riendo).
- Un acorde orquestal en si bemol mayor (extraído de una sinfonía de Sibelius) (0:19)
- Un mellotron, tocado con el registro de "flauta" (0:22)
- Otro mellotron reproducido en un tiempo de en 6/8, tocado con el registro de "3 violines" (0:38)
- Una secuencia ascendente que suena a sitar (en realidad está tocada con una guitarra eléctrica, con el sonido invertido y drásticamente acelerado), grabado con una gran saturación y aceleración (0:56)
- El solo de guitarra de "Taxman" se sobrepuso en la segunda mitad de la parte instrumental. El solo fue cortado, invertido y adaptado al tono.[26][27]

Después, The Beatles continuaron utilizando estos novedosos bucles de sonido, como en "Carnival of Light", una pieza compuesta por McCartney, pero no publicada, que sería grabada durante las sesiones del álbum Sgt. Pepper's Lonely Hearts Club Band, o del tema compuesto por Lennon "Revolution 9" incluido en el álbum The Beatles.
Una diferencia entre las mezclas mono y estéreo es la intro: El primer acorde hace un fundido gradual en la versión en estéreo, mientras que en la versión en mono experimenta un fundido de entrada más repentino.[cita requerida] Las versiones mono y estéreo también tienen el fundido de entrada del bucle de la cinta con escasa diferencia de tiempo y a diferentes volúmenes (en general, los bucles están más altos en la mezcla mono).[cita requerida] En la versión en estéreo podemos encontrar un pequeño acople que entra después del solo de guitarra, pero que se eliminó en la edición de la mezcla mono.[cita requerida]

## Personal
- John Lennon: voz (a través de un altavoz Leslie), órgano (Hammond BT-3), Mellotron y loops de cinta
- Paul McCartney: bajo (Rickenbacker 4001s), guitarra principal revertida (Epiphone Casino), piano (Challen Upright) y loops de cinta
- George Harrison: tambura, guitarra rítmica (Fender Stratocaster) y loops de cinta
- Ringo Starr: batería (Ludwig Super Classic), pandereta y loops de cinta
- George Martin: producción y piano (Challen Upright)
- Geoff Emerick: ingeniería de audio

## Remix en el álbumLove
En 2006, George Martin y su hijo Giles Martin, remezclaron 80 minutos de música de The Beatles para un espectáculo del Cirque du Soleil que se iba a representar en Las Vegas.
 En el álbum Love, el ritmo de "Tomorrow Never Knows" está mezclado con la voz y la melodía de "Within You Without You", creando una versión diferente de las dos canciones originales. El álbum fue publicado en 2006. El remix utilizado en Love, es una de las canciones que se pueden jugar en el videojuego musical The Beatles: Rock Band.

## Otras versiones famosas
A lo largo de la historia del rock, "Tomorrow Never Knows" ha sido versionada por diversos grupos y solistas famosos. Algunas de las versiones más remarcables de la canción son las que hicieron artistas como The Chameleons que apareció como pista final en la versión extendida de su álbum Strange Times, Phil Collins en su álbum Face Value de 1981, que, en algunas versiones, apareció como penúltima pista de dicho LP, el famoso grupo americano The Grateful Dead que utilizaba "Tomorrow Never Knows" enlazada siempre con la canción de The Who, "Baba O'Riley" en 12 conciertos de su gira de 1990 o el grupo alemán de música electrónica Tangerine Dream que realizó una versión instrumental de la misma en 2008.